# Astragalus chardinii
Astragalus chardinii är en ärtväxtart som beskrevs av Pierre Edmond Boissier. Astragalus chardinii ingår i släktet vedlar, och familjen ärtväxter. Inga underarter finns listade i Catalogue of Life.